# Gare de Millau
La gare de Millau est une gare ferroviaire française de la ligne de Béziers à Neussargues, située à proximité du centre-ville de Millau, dans le département de l'Aveyron, en région Occitanie.
Elle est mise en service en 1874, par la Compagnie des chemins de fer du Midi et du Canal latéral à la Garonne.
C'est une gare de la Société nationale des chemins de fer français (SNCF), desservie par des trains Intercités et des trains régionaux du réseau TER Occitanie.

## Situation ferroviaire
Établie à 379 mètres d'altitude, la gare de Millau est située au point kilométrique (PK) 549,369 de la ligne de Béziers à Neussargues, entre les gares ouvertes de Saint-Georges-de-Luzençon et de Sévérac-le-Château.

## Histoire
La Compagnie des chemins de fer du Midi et du Canal latéral à la Garonne met en service, le 18 octobre 1874, la section du Bousquet-d'Orb à Millau.
En 2023, selon les estimations de la SNCF, la fréquentation annuelle de la gare est de 45 133 voyageurs.

## Fréquentation
De 2015 à 2023, selon les estimations de la SNCF, la fréquentation annuelle de la gare s'élève aux nombres indiqués dans le tableau ci-dessous :
| Année     | 2015   | 2016   | 2017   | 2018   | 2019   | 2020   | 2021   | 2022   | 2023   |
| --------- | ------ | ------ | ------ | ------ | ------ | ------ | ------ | ------ | ------ |
| Voyageurs | 80 605 | 71 789 | 70 869 | 50 825 | 40 223 | 30 177 | 30 413 | 38 166 | 45 133 |

## Service des voyageurs

### Accueil
Gare de la SNCF, elle dispose d'un bâtiment voyageurs, avec guichet, ouvert tous les jours. Elle est équipée d'automates pour l'achat de titres de transport. C'est une gare « Accès Plus » disposant d'aménagements et de services pour les personnes à la mobilité réduite.

### Desserte
Millau est desservie par des Intercités (Aubrac), et par des trains régionaux du réseau TER Occitanie.
Une liaison par autocar TER avec la gare de Montpellier-Saint-Roch permet d'effectuer un trajet plus rapide vers ou depuis Paris-Gare-de-Lyon, par emprunt de TGV entre ces deux dernières gares, en comparaison avec la correspondance entre deux Intercités à Clermont-Ferrand.

### Intermodalité
Un parking et un parc à vélos sont aménagés à ses abords.
Par ailleurs, la gare est desservie par les bus du réseau urbain Mio, ainsi que par des autocars du réseau régional liO.

## Service des marchandises
Millau est une gare du service Fret SNCF, n'acceptant que des trains massifs.